# Melitaea storacei
Melitaea storacei är en fjärilsart som beskrevs av Emilio Berio 1942. Melitaea storacei ingår i släktet Melitaea och familjen praktfjärilar. Inga underarter finns listade i Catalogue of Life.